# Karl Vretska
Karl Vretska (* 18. Oktober 1900 in Zistersdorf; † 13. November 1983) war ein österreichischer Altphilologe.

## Leben
Der im niederösterreichischen Zistersdorf geborene Vretska begann nach dem Abitur 1919 ein Studium der Klassischen Philologie, Französischen Philologie und Germanistik an der Universität Wien. Dort wurde er bereits 1923, dem Jahr seines Lateinexamens, mit einer Studie über Roswitha von Gandersheim zum Dr. phil. promoviert.
Ab 1923 war Vretska zunächst als Lehrer für Latein am Stiftsgymnasium Melk tätig. 1925 legte er zudem die Lehramtsprüfung für griechische Philologie ab und unterrichtete fortan auch das Schulfach Griechisch. Gefördert vom Altphilologen Richard Meister wurde Vretska noch im selben Jahr zum Gymnasialprofessor in St. Pölten ernannt, wo er bis 1939 tätig war. Dann übernahm er als Gymnasialdirektor die Leitung der dortigen Oberschule für Mädchen. 1945 schied er aus dem Schuldienst aus.
1956 habilitierte sich Vretska bei Albin Lesky in Wien mit einer Studie zu Sallusts Bellum Iugurthinum. Zeitgleich übernahm er eine Stelle als Universitätsdozent in Wien. 1961 wurde er zum außerordentlichen Professor in Graz ernannt. 1964 erhielt er daselbst eine ordentliche Professur. Darüber hinaus fungierte Vretska als Vorstand des Grazer Instituts für Klassische Philologie. Zu seinen akademischen Schülern, die sich später bei ihm habilitierten, gehörten unter anderem Helmut Gugel und Ernst Doblhofer.
Er ist auf dem St.-Leonhard-Friedhof in Graz beigesetzt.

## Forschung
Bereits 1924 begann Vretska mit der Publikation zahlreicher Aufsätze zur Klassischen Philologie, wobei er als Lehrer pädagogischen, methodischen und didaktischen Fragestellungen seine besondere Aufmerksamkeit schenkte.
Einzelne Forschungsarbeiten Vretskas galten Vergil, Catull, Tibull, Titus Livius, Marcus Tullius Ciceros Archiana sowie der Zeit des Humanismus. Zwischen 1953 und 1958 widmete er sich zudem verstärkt der griechischen Philologie, vor allem den Werken Platons.
Eine zentrale Stellung in Vretskas Forschungen hatte das Werk des Sallust inne. Vretska untersuchte die sallustianischen Schriften hinsichtlich ihrer Chronologie und ihres Aufbaus sowie hinsichtlich der Darstellung von Machtausübung im Staate. Er verfasste zudem einen zweibändigen Kommentar zu Sallusts coniuratio Catilinae, der bei anderen Sallust-Forschern wie Karl Büchner große Anerkennung fand. Wie Büchner sprach sich auch Vretska zum Beispiel für die Authentizität der Sendschreiben Sallusts an Caesar aus.
Neben seinen Monographien und Zeitschriftenaufsätzen verfasste Vretska auch zahlreiche Artikel für den Kleinen Pauly und wirkte bei der Erstellung von Wilhelm Gemolls Griechisch-Deutschem Schul- und Handwörterbuch mit.
Darüber hinaus übersetzte er zahlreiche Werke antiker Autoren, zum Beispiel Platos Politeia, die Werke Sallusts, des Lukrez und Teile des Thukydides sowie die Pilgerreise der Aetheria. Gemeinsam mit Wilhelm Plankl besorgte Vretska zudem eine deutsche Nachdichtung der Aeneis Vergils.
Bei einigen seiner Übersetzungen und Kommentare wurde er auch von seinem Sohn, dem Altphilologen Helmuth Vretska, unterstützt.

## Veröffentlichungen (Auswahl)
- 1955 Studien zu Sallusts Bellum Jugurthinum, Wien: Rohrer.
- 1967 Warum heute noch Griechisch?, Graz: Österreichische Humanistische Gesellschaft für die Steiermark.
- 1979: Wilhelm Gemoll: Griechisch-Deutsches Schul- und Handwörterbuch. Tempsky, Wien / Freytag, Leipzig 1908; 5. Auflage, besorgt von Karl Vretska, München 1954; 9. Auflage, durchgesehen und erweitert von Karl Vretska mit einer Einführung in die Sprachgeschichte von Heinz Kronasser. München/Wien 1979.